# Sports 30
Sports 30 est une émission de télévision qui consiste en un résumé quotidien de l'actualité du monde sportif diffusé au RDS, RDS2 et RDS Info.